# Bishovia
Bishovia là một chi thực vật có hoa trong họ Cúc (Asteraceae).

## Loài
Chi Bishovia gồm các loài: